# Браднелл-Брюс, Чарльз, 1-й маркиз Эйлсбери
Чарльз Браднелл-Брюс, 1-й маркиз Эйлсбери (англ. Charles Brudenell-Bruce, 1st Marquess of Ailesbury; 14 февраля 1773 — 4 января 1856) — британский пэр и политик. Он был известен как Достопочтенный Чарльз Браднелл-Брюс с 1773 по 1776 год, лорд Брюс с 1776 по 1814 год и граф Эйлсбери с 1814 по 1821 год.

## Предыстория
Родился 14 февраля 1773 года в Симор-Плейс, Мейфэр, Лондон. Третий и единственный сын оставшийся в живых сын Томаса Браднелла-Брюса, 1-го графа Эйлсбери (1729—1814), и его первой жены Сюзанны Хоар (1732—1783), дочери и наследницы Генри Хоара, банкира из Стоурхеда и вдовы виконта Дангарвана. Он получил частное образование за границей в Италии с 1783 года, прежде чем был направлен в Лейденский университет.
Традиционное описание лорда Брюса было дано леди Малмсбери, когда они несколько раз встречались во время Гранд-тура 1791 года.
«настоящий лорд Эйлсбери только что вылез из скорлупы — что, кстати, неплохое сравнение, потому что они похожи на индеек без мяса… грустный гусь, но добродушное существо и так отчаянно влюбленное в герцогиню де Флери, что это довольно грустно, лорд Малмсбери говорит, что он влюблен, как кролик в пучок петрушки»
 .
В 1760-х годах его отец разбил сады в Тоттенхэм-парке с помощью Ланселота «Капабалити» Брауна. Тоттенхэм-парк отличался обширностью и умеренной красотой. Официальные аллеи были посажены, ведущие к дому, среди обширного леса Савернейк, который окружал группу аристократических поместий в восточном Уилтшире. Долина представляла собой сельскохозяйственные угодья хорошего качества, где клиенты лорда Брюса — жители Мальборо имели право пастись. Его отец воздвиг высокую скульптуру в стиле садовой звезды перед плоским ландшафтом парковой зоны. Получив наследство в 1814 году, Чарльз был полон решимости перестроить и расширить дом по проекту Томаса Канди.

## Военная карьера
В 1792 году Чарльз Браднелл-Брюс вступил в ополчение Беркшира в качестве прапорщика. В 1796 году он был назначен капитаном йоменри Мальборо. В 1797—1811 годах он был произведен в полковники Уилтширского йоменского полка. Он стал полковником Уилтширской милиции в 1811—1827 годах, что было в значительной степени почетным назначением, хотя в его послужном списке было бряцание оружием против французов, ведущих себя по большей части как Ультра-тори.

## Политическая карьера
С раннего возраста его отец хотел, чтобы он контролировал избирательные интересы семьи в Мальборо, где он оставался до тех пор, пока не унаследовал поместья своего отца. С 1796 года он был членом парламента от Мальборо, пока 19 апреля 1814 года не унаследовал титулы своего отца, барона Брюса из Тоттенхэм-хауса и графа Эйлсбери.
Лорд Брюс не был постоянным участником дебатов в Палате общин. Он часто разочаровывался в попытках правительства сорвать его голосование. 19 февраля 1801 года он поддержал оппозиционное движение, призывающее к расследованию неудавшейся экспедиции против Ферроля. Он присоединился только к двадцати другим депутатам парламента, отвергшим Амьенский мир 14 мая 1802 года. Ирландский секретарь Питта воображал, что Брюс был сторонником тори в военно-морском флоте, но при каждом голосовании он выступал против Приказов Дня в Палате общин. С 3 июня 1803 по март 1804 года было много голосов, в которых Брюс не соответствовал служению Питта, и он продолжил эту запись в кратком служении Аддингтона.
Однако Брюс поддержал законопроект Тори об ирландских добровольцах 16 апреля 1804 года. После этого он вернулся к верности питтитам, выступив против предложения Мелвилла о порицании 18 апреля 1805 года. После смерти Питта он был среди тех депутатов от тори, которые собрались, чтобы обсудить будущее. Гренвилл решил отменить Закон о дополнительных силах, на что Брюс высказал возражение, поскольку в Европе бушевала война против Франции, в частности, со ссылкой на дебаты 30 апреля 1806 года, будучи лишь одним из тридцати, кто проголосовал против. Он выдвинул возражение правительству по петиции о выборах в Гемпшир от 13 февраля 1807 года. Брюс был «против» отмены работорговли, когда она обсуждалась в Палате общин, придерживаясь традиционных экономических принципов невмешательства; забыв напомнить, что это был новый век.
16 марта 1807 года Чарльз Брюс был арестован и взят под стражу за неуплату гонораров. Палата представителей запретила ему заседать, так как закон запрещал банкротам быть ее членами. Тем не менее, у него хватило наглости обратиться в администрацию герцога Портленда с просьбой о передаче ему титула маркиза, которое, само собой разумеется, было отвергнуто с ходу.
Чарльз Брюс поддержал вопрос Шельды, который возник в 1810 году в результате экспедиции Вальхерена в 1809 году. Уничтожив Лигу вооруженного нейтралитета, Королевский флот решил не допустить, чтобы голландцы стали агентами бонапартизма. Расследование Адмиралтейства должно было определить, стоила ли эта гибель человеческих жизней. И на этот счет 23 февраля и 30 марта 1810 года были проведены голосования. Аристократы-виги пришли в отчаяние от его двусмысленных результатов голосования. Он поддержал попытки Спенсера Персиваля принять законопроект о регентстве, чтобы упорядочить принятие принцем Джорджем обязанностей монарха и гражданского списка в день Нового 1811 года.
Парламентские выборы ознаменовались убедительной победой нового премьер-министра либеральных тори лорда Ливерпуля, вызванной убийством Персеваля. В следующем году он проголосовал против законопроекта о помощи католикам 24 мая 1813 года. Чарльз Брюс прочно связался с Ультрас. Он твердо придерживался конституции вигов, выступая против любого ослабления избирательного права, и стал ассоциироваться с тори герцога Веллингтона. Чарльз Брюс покинул Палату общин 19 апреля 1814 года, когда унаследовал графство Эйлсбери и баронство Брюс из Тоттенхэма, графство Уилтшир.

## В Палате лордов
Граф Эйлсбери был награжден Орденом Чертополоха 20 мая 1819 года. Лорд Браднелл-Брюс был возведен в ранг пэра, получив титулы 1-го виконта Савернейка из Савернейк-Форест, 1-го графа Брюса из Уорлтона (Йоркшир) и 1-го маркиза Эйлсбери 17 июля 1821 года по случаю коронации Георга IV, после долгого лоббирования покровительства нового короля, наставником которого был его отец.
Маркиз Эйлсбери был лордом и хозяином всего, что он обследовал в районе Мальборо, держа практически всех избирателей в своем кармане, как утверждал виг-реформатор Генри Хобхаус в дебатах по законопроекту о Великой реформе 1831 года. Он подписал несогласный протест графа Мэнсфилда во время третьего чтения законопроекта . В 1843 году маркиз Эйлсбери проголосовал против законопроекта об отмене ограничений на членство евреев. Он был среди большого числа сторонников тори, активно выступавших против расширения избирательного права.
Лорд Эйлсбери был на независимых скамьях в Палате лордов, но он имел либеральные наклонности, поддерживая правительства вигов. 1 февраля 1849 года он ответил на лояльное обращение королевы: «… если бы не то, что, следуя столь необычному курсу, могло бы показаться, что он действует неуважительно по отношению к их светлостям и, возможно, в некоторой степени по отношению к Ее Величеству …» Он поддержал реформистская программа правительства вигов, особенно в международных отношениях. Он решительно выступал за дипломатию канонерок Пальмерстона и поддержал совместную оперативную группу с Францией для бомбардировки Неаполя и Сицилии, чтобы положить конец зверствам там в 1849 году. сверх нынешних. Он требовал «присутствия благородного и доблестного герцога» без сокращения артиллерии. Действительно, он считал, что артиллерию следует дополнить сокращениями пехоты. Он согласился с предупреждениями графа Ярборо о революционной Европе, адресованной Великобритании. Он призвал расширить полномочия лорда-лейтенанта Ирландии и приветствовал введение чрезвычайных полномочий в 1848 году.
8 мая лорд Эйлсбери обратился к лордам с призывом открыть им глаза на реалии свободной торговли. Он призвал отменить Законы о судоходстве:
«Различные колонии этой страны прежде всего сами были возмущены курсом, проводимым метрополией в отношении принятия мер свободной торговли, и требовали в качестве некоторой компенсации за понесенный ими ущерб снятия бремени, возложенного на них действующие навигационные законы»
.
Связь была между всеми частями земного шара, поэтому было естественно позволить морякам торговать своим трудом. По сути, это была часть системы свободной торговли, которую лорд Эйлсбери хотел утвердить.

## Семья

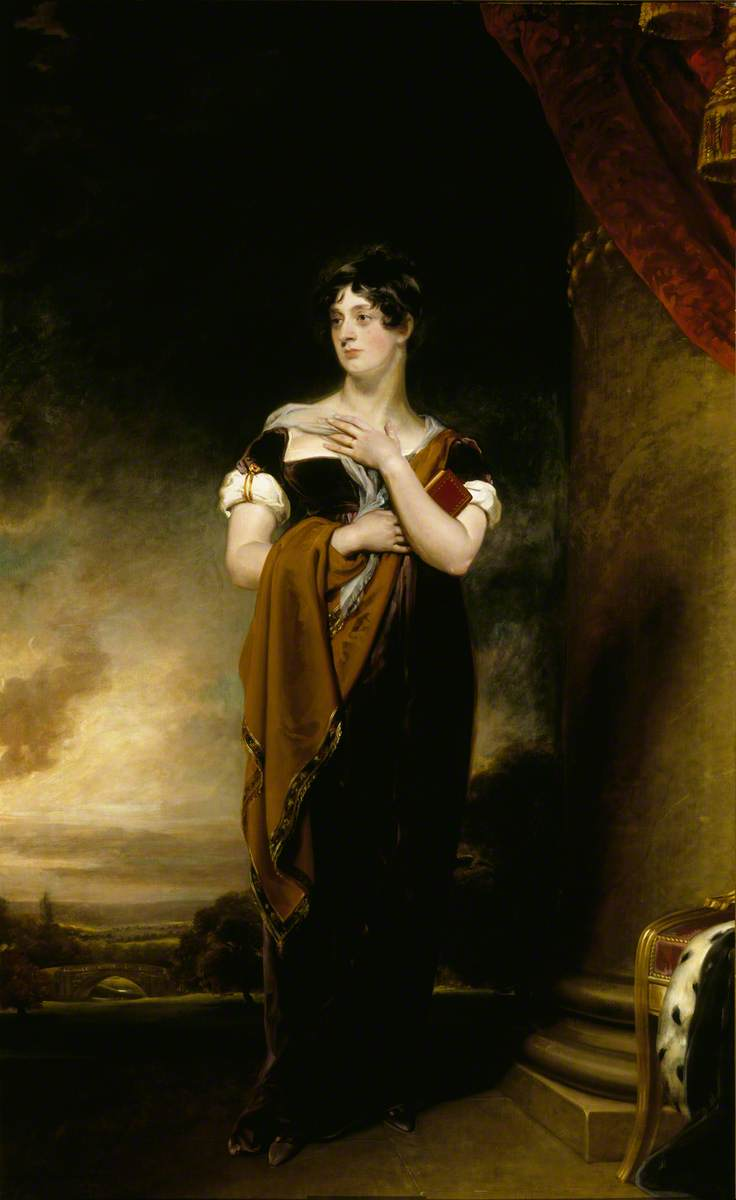
Генриетта Мария Хилл, маркиза Эйлсбери, Томас Лоуренс

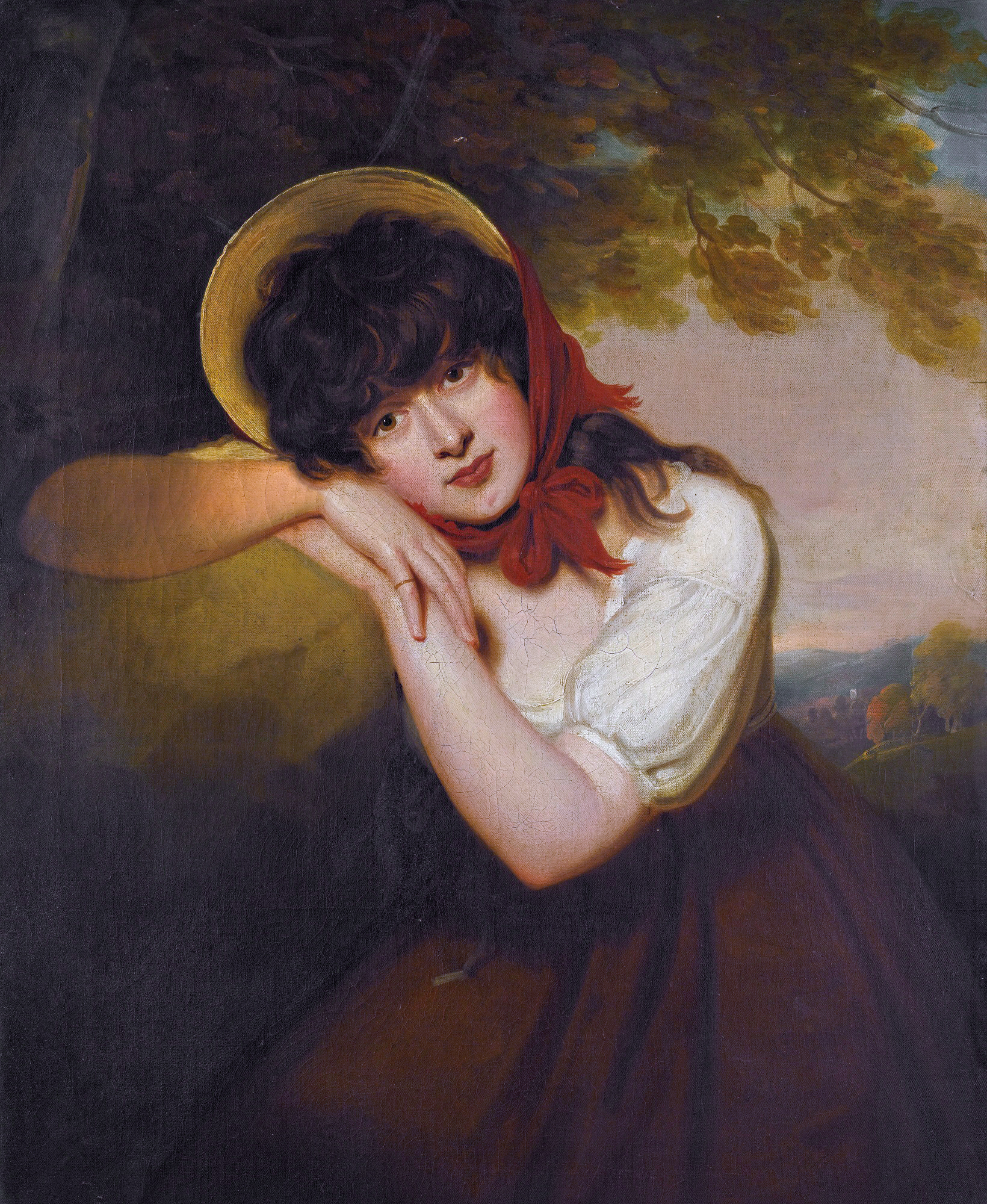
Мэри Толлмаш, впоследствии маркиза Эйлсбери (Мартин Арчер Ши)

10 апреля 1793 года Чарльз Браднелл-Брюс женился во Флоренции на Достопочтенный Генриетте Мэри Хилл (ок. 1773 — 2 января 1831), дочери Ноэля Хилла, 1-го барона Бервика (1745—1789), и Энн Вернон (? — 1797). У них было шестеро детей:
- Шарлотта Генриетта Браднелл-Брюс (10 мая 1794 — дата неизвестна) и леди Мэри Кэролайн Энн Браднелл-Брюс (10 мая 1794[10] —1835). 17 июля 1819 года в Париже Мэри вышла замуж за графа де Мондревиля или Монтревиля (? — 1843)[11][12].
- Леди Августа Фредерика Браднелл-Брюс (25 сентября 1795 — 23 сентября 1869), с 1826 года замужем за Фредериком Уильямом Томасом Уэнтуортом (1795—1885), внуком по отцовской линии члена парламента Генри Вернона, а также потомком Томаса Уэнтуорта, 1-го графа Страффорда. У них было двое детей, Генриетта (жена полковника Артура Джона Бетелла Теллуссона) и Томас (муж леди Гарриет Августы де Бург, дочери Улика де Бурга, 1-го маркиза Кланрикарда).
- Джордж Уильям Фредерик Браднелл-Брюс, 2-й маркиз Эйлсбери (20 ноября 1804 — 6 января 1878), старший сын и преемник отца
- Леди Элизабет Браднелл-Брюс (14 апреля 1807 — 6 ноября 1847), с 1833 года замужем за его Ленсгривом Кристианом Даннескьольдом-Самсе (1880—1886). Их детьми были Фредерик и Генриетта, за которых она вышла замуж за Генри Бинга, 4-го графа Страффорда
- Эрнест Август Чарльз Браднелл-Брюс, 3-й маркиз Эйлсбери (8 января 1811 — 18 октября 1886)[13].

После смерти жены в 1831 году маркиз Эйлсбери уладил свои дела. На деле он передал в доверительное управление свои значительные поместья для своего старшего сына, дома на Сеймур-Плейс и Ист-Шин в Лондоне, а также 99-летнюю аренду земель в Уилтшире и Йоркшире. Пособие, выплаченное ему, также покрывало расходы по ипотеке в связи с долгом в размере 104 000 фунтов стерлингов.
Маркиз Эйлсбери вторым браком женился на Мэри Элизабет Кларк (27 октября 1809 — 7 мая 1893), вдове Чарльза Джона Кларка, второй дочери достопочтенного Чарльза Толлмаша из Харрингтона (от его второй жены, Гертруды Флоринды Гардинер, дочери генерала Уильяма Гардинера), 3-го сына Джона Мэннерса, члена парламента от Хэнби-Холла, Линкс. Гертруда Флоринда Гардинер также была внучкой Луизы Толлмаш, 7-й графини Дайсарт). Они поженились 20 августа 1833 года в Хэм-хаусе, Питершем, графство Суррей. У них был один сын:
- Лорд Чарльз Уильям Браднелл-Брюс (8 июня 1834 — 16 апреля 1897), солдат и придворный.

Она умерла в Питершеме 7 мая 1893 года в возрасте восьмидесяти трех лет. После его смерти в январе 1856 года в Тоттенхэм-парке его титулы перешли к его старшему сыну Джорджу. Он был похоронен на церковном дворе Грейт-Бедвин. Его завещание было доказано в июле 1856 года.

### Рукописи
- 1790—1799: continental travel diaries[17]
- 1813—1830: Letters to Sir R.J.Buxton.[18]
- 1824—1831: Letters to his daughter, Mrs F.Wentworth.[19]
- correspondence during the Grand Tour.[20]
- 1841—1844: correspondence — 10 terms — with Sir Robert Peel.[21]
- 1674—1985: additional estate and family papers.[22]